# مانوئل سروانتس
مانوئل سروانتس (انگلیسی: Manuel Cervantes؛ زادهٔ ۶ آوریل ۱۹۵۷) بازیکن فوتبال اهل اسپانیا است.
از باشگاه‌هایی که در آن بازی کرده‌است می‌توان به باشگاه فوتبال رئال بتیس، باشگاه فوتبال رئال سوسیداد، و باشگاه فوتبال رئال مورسیا اشاره کرد.